# وريد معدي ثربي أيسر
الوريد المعدي الثربي الأيسر هو وريد يقوم باستقبال أوعية فرعية من السطح الأمامي العلوي والسطح الخلفي السفلي للمعدة، وكذلك من الثرب الكبير.
يقوم الوريد بالعبور من اليمين إلى اليسار على طول الانحناء الكبير للمعدة وينتهي في بداية الوريد الطحالي.